# Pillnitz
Pillnitz – obecnie jedna z dzielnic niemieckiego Drezna, położona we wschodniej części miasta, nad Łabą. Można się tu dostać autobusem, statkiem rzecznym komunikacji miejskiej i Drezdeńskiej Białej Floty, pieszo bądź rowerem po nadrzecznym bulwarze. Atrakcją turystyczną Pillnitz jest pałac w stylu japońskim.

## Historia

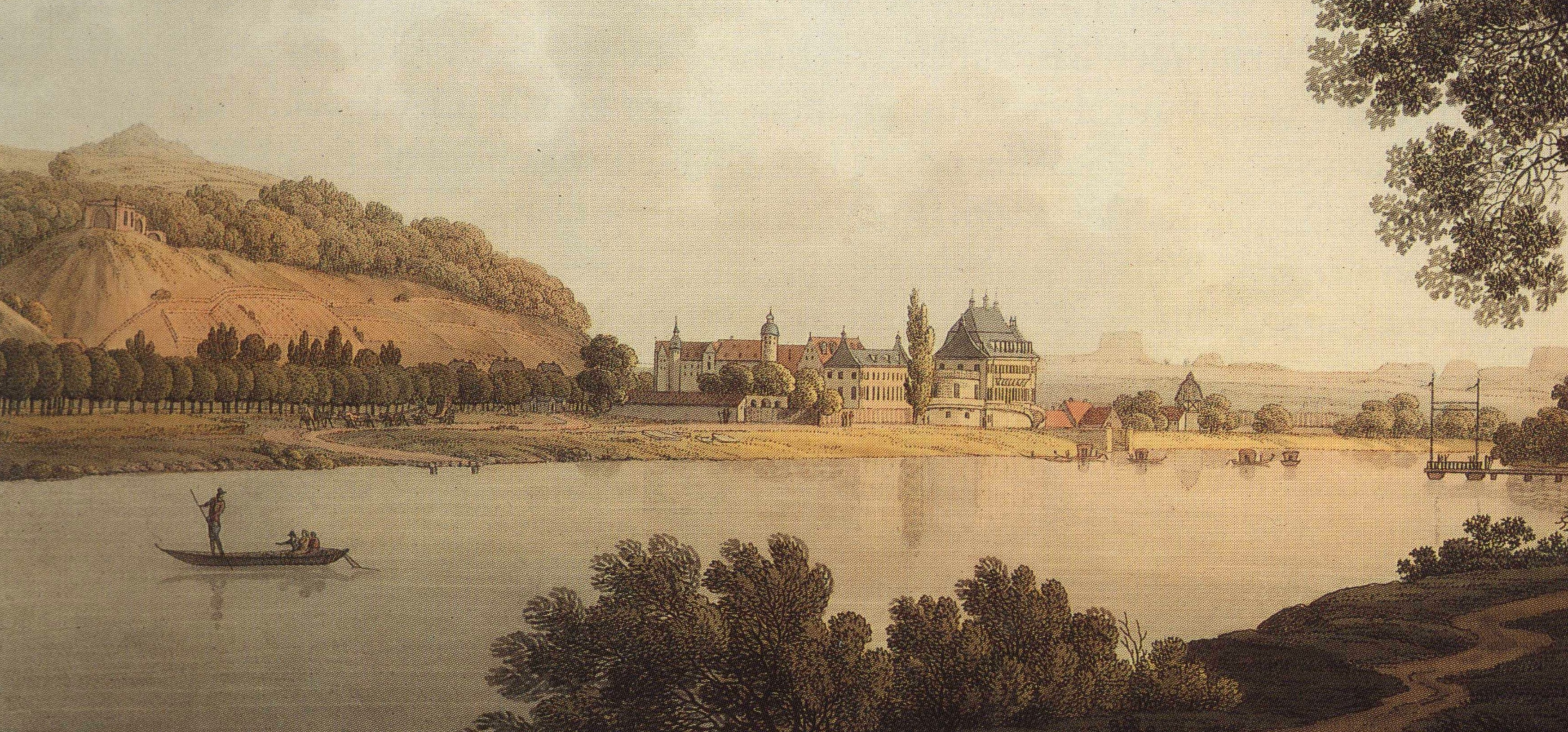
Pałac nad Łabą ok. 1800 r.

Miejscowość wzmiankowana po raz pierwszy w XIV wieku.
Park wokół pałacu założono w 1539, podczas budowy kościoła. Budynki były później przebudowywane na styl barokowy i japoński, a pierwszy kościół zburzono. Następnie posiadłość otrzymała w darze hrabina Cosel, jedna z wielu kobiet króla Polski Augusta Mocnego. Około 1724 część budynków odnowiono w stylu francuskim.
Na zlecenie króla Augusta II Mocnego powstał przy winnicy królewskiej w Pillnitz także barokowy kościół Świętego Ducha, ozdobiony kartuszem z herbami Polski i arcymarszałka cesarstwa (jeden z tytułów Augusta II) oraz monogramem królewskim, zwieńczonymi polską koroną królewską.
W 1765 książę Fryderyk August I uczynił pałac w Pillnitz swą letnią rezydencją.
W 1791 Pillnitz zapisało się w historii Europy deklaracją z Pillnitz, w której Leopold II i Fryderyk Wilhelm II wezwali pozostałych europejskich władców do przywrócenia ładu w ogarniętej rewolucją Francji, co we Francji potraktowano jak wypowiedzenie wojny.

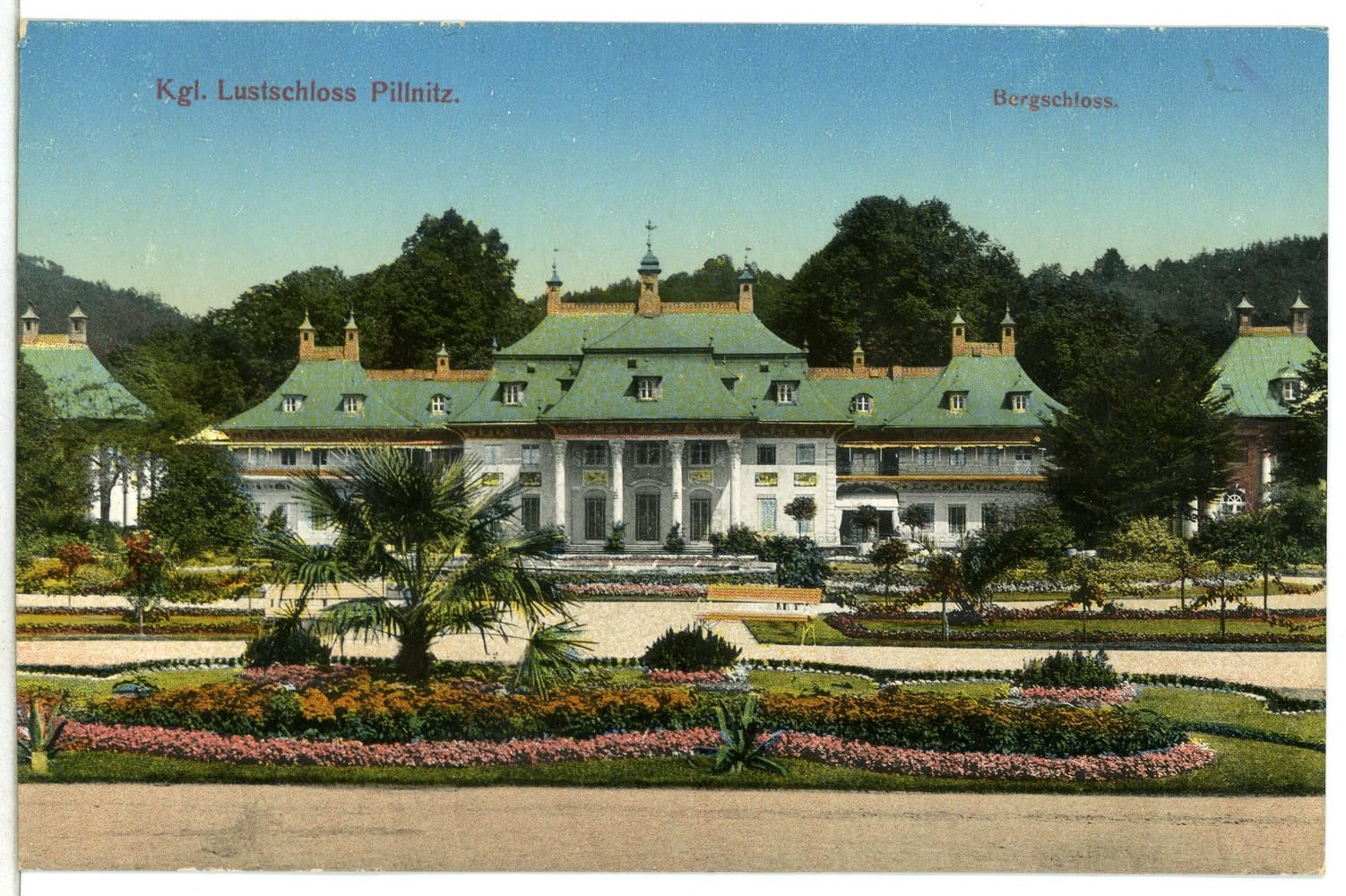
Pałac od strony parku w 1911 r.

W latach 1920–1939 w jednym ze skrzydeł pałacu w Pillnitz działała pracownia tkacka Wandy Bibrowicz, wykonująca prace tkackie, m.in. gobeliny dla reprezentacyjnych obiektów, jak ratusze czy sale konferencyjne.
W 1950 Pillnitz włączono w granice miasta Drezna.
Obecnie w parku znajduje się między innymi oranżeria oraz kilkusetletnie drzewo kameliowe. Jest tu także wiele cennych roślin, nie należy jednak mylić parku w Pillnitz z ogrodem botanicznym, który w Dreźnie mieści się gdzie indziej. W obiektach pałacowych urządzono obecnie muzea.
Pillnitz to tradycyjne miejsce wyrobu wina, w obrębie regionu winiarskiego Saksonia. Było także jednym z miejsc najbardziej poszkodowanych podczas powodzi tysiąclecia w 2002.

## Obiekty i miejsca
- Pałac nad Łabą
- Park z oranżerią, ogrodem angielskim oraz zabytkowymi pawilonami Angielskim i Chińskim
- Winnice, a pośród nich:
  - Kościół Świętego Ducha w stylu barokowym, ozdobiony m.in. polskim godłem
  - Rzeźby autorstwa Małgorzaty Chodakowskiej

## Galeria zdjęć

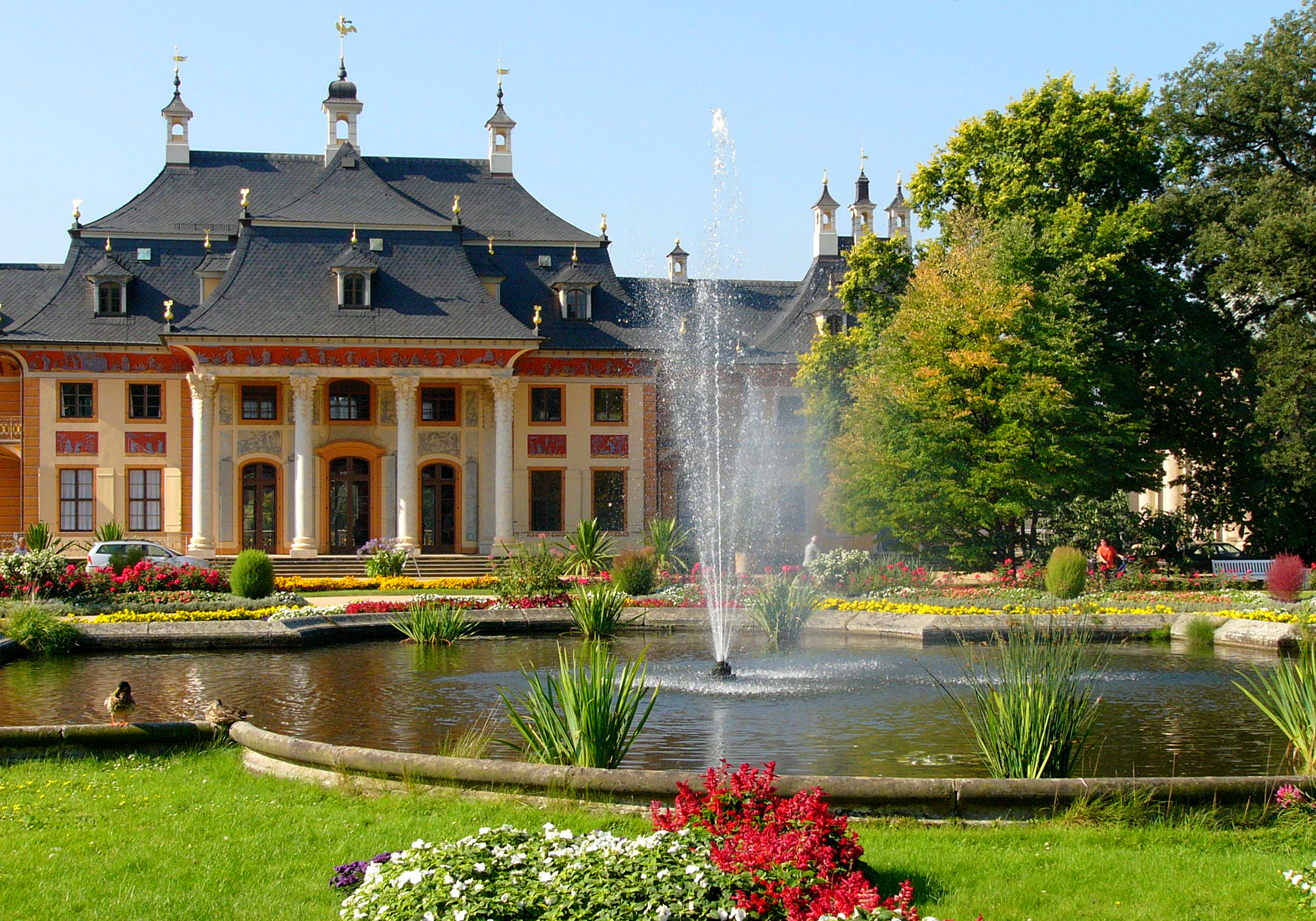
Pałac i park
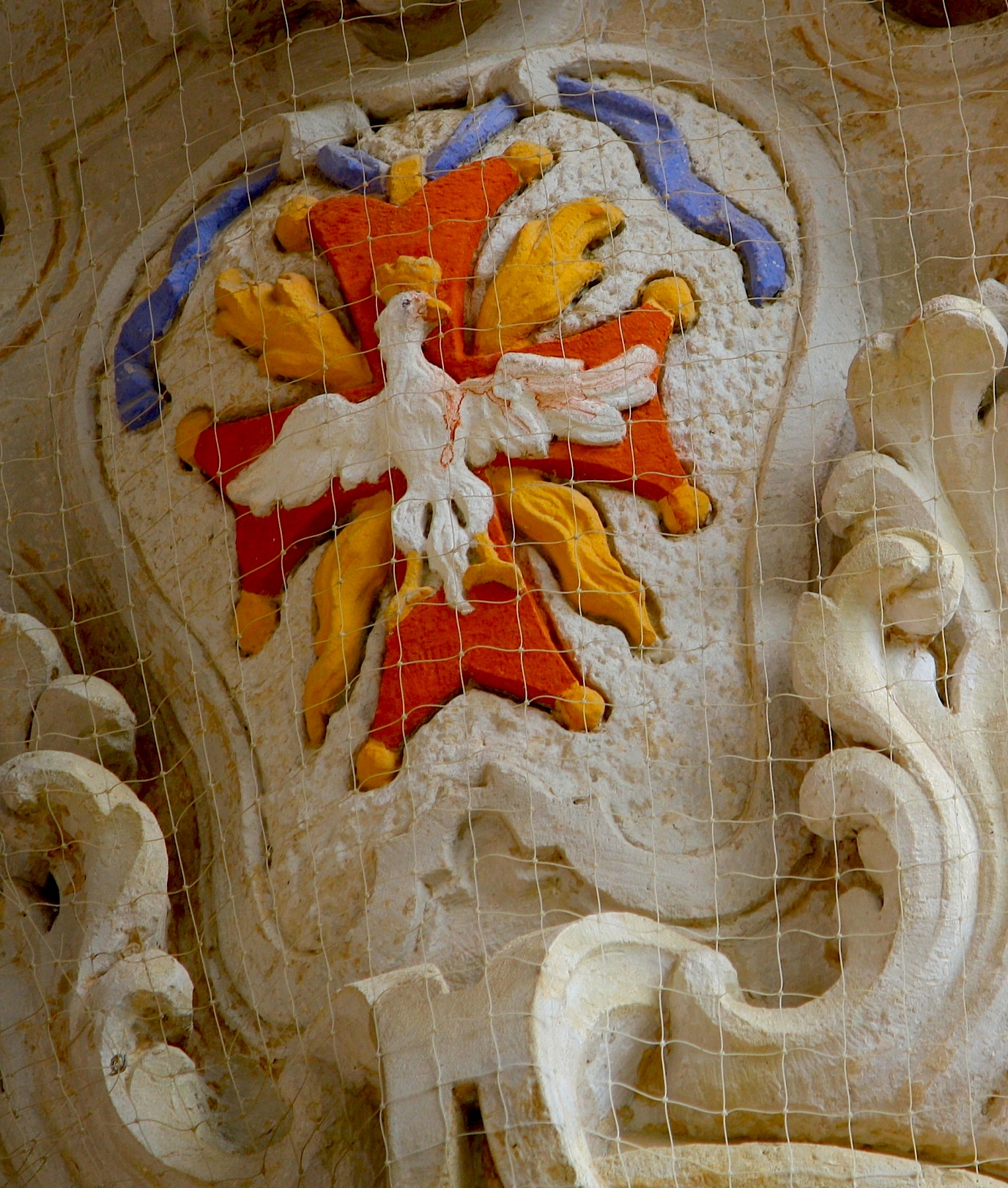
Kartusz ozdobny z wyobrażeniem Orderu Orła Białego w pałacu
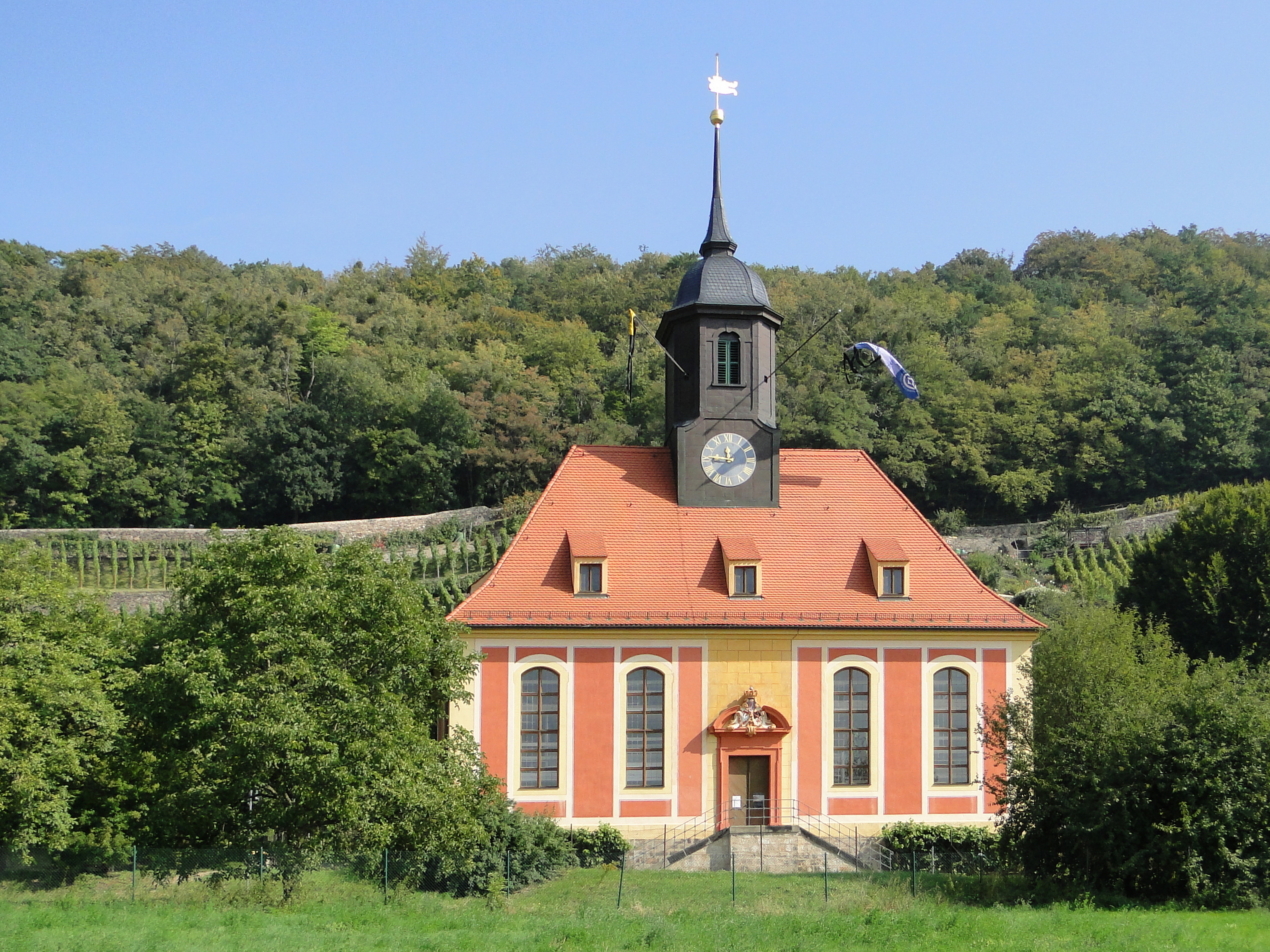
Kościół Świętego Ducha
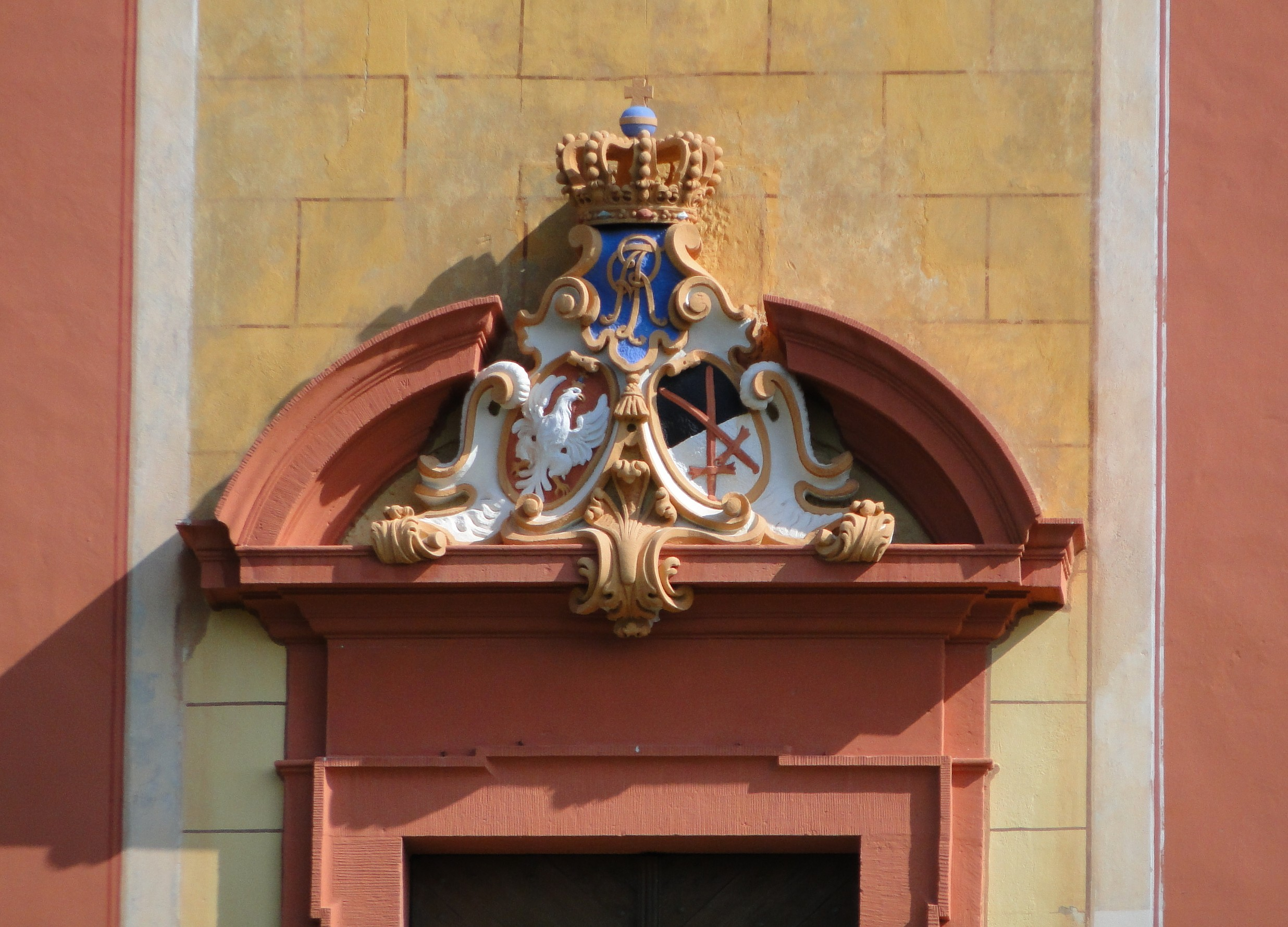
Kartusz herbowy na fasadzie kościoła Świętego Ducha
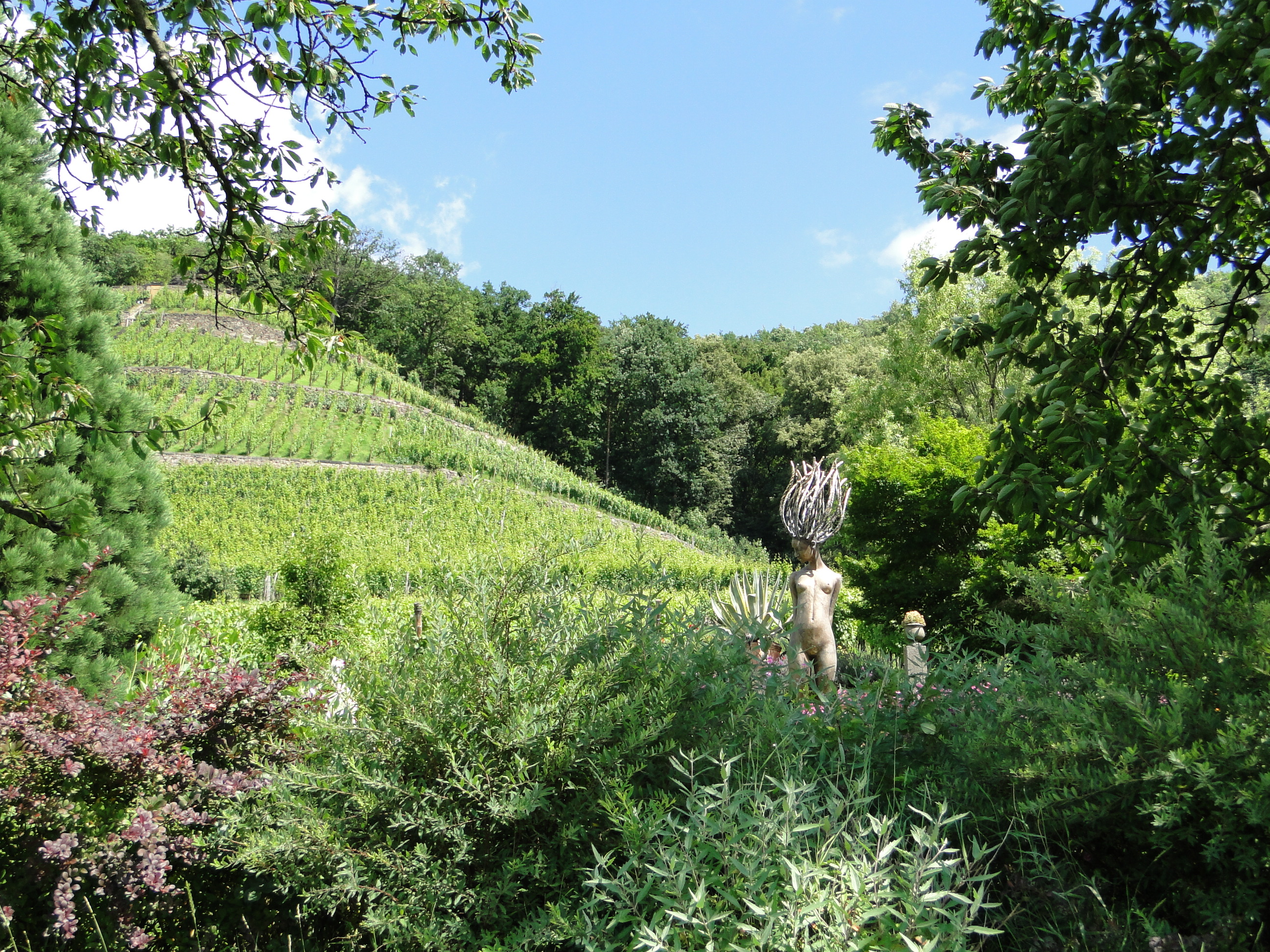
Winnica z rzeźbą autorstwa Małgorzaty Chodakowskiej